# Palau de l'Ajuntament de Sibiu
Palau de l'Ajuntament de Sibiu (en romanès Palatul Primăriei Sibiu), anteriorment Banc de Crèdit Terrestre de Sibiu, és un monument històric situat a la Plaça gran de Sibiu.

## Galeria

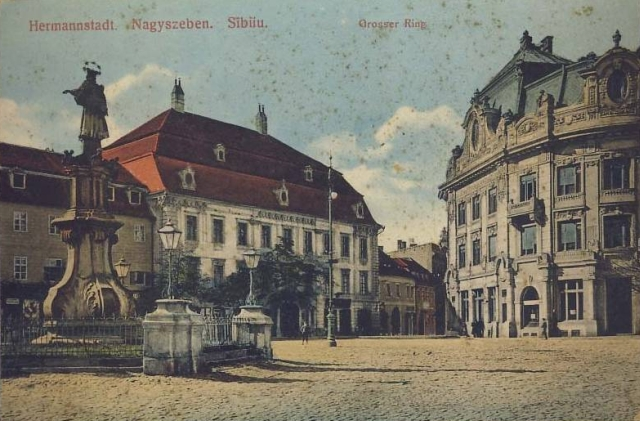
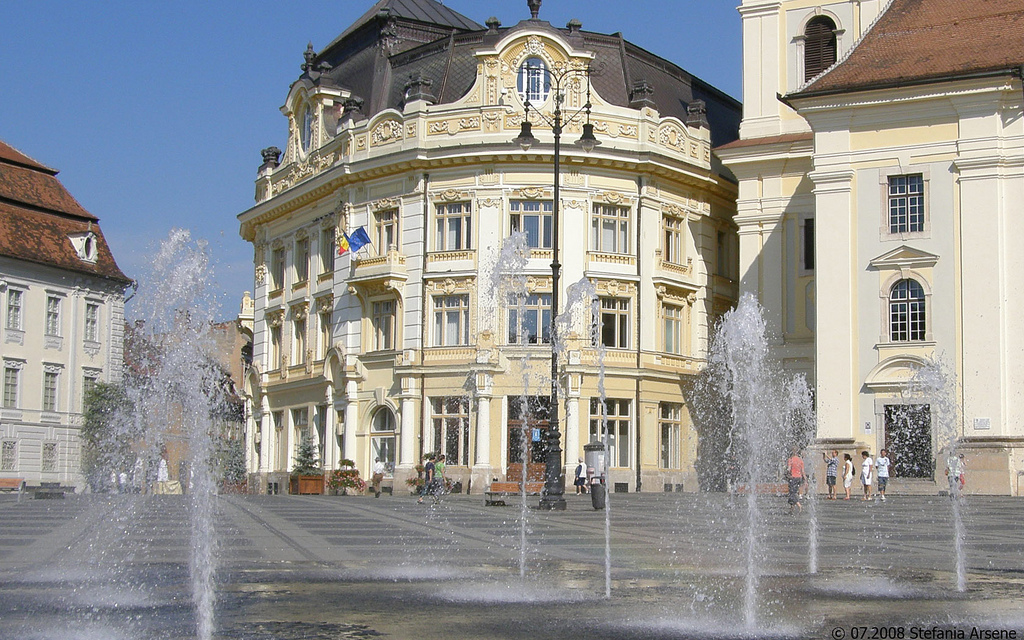
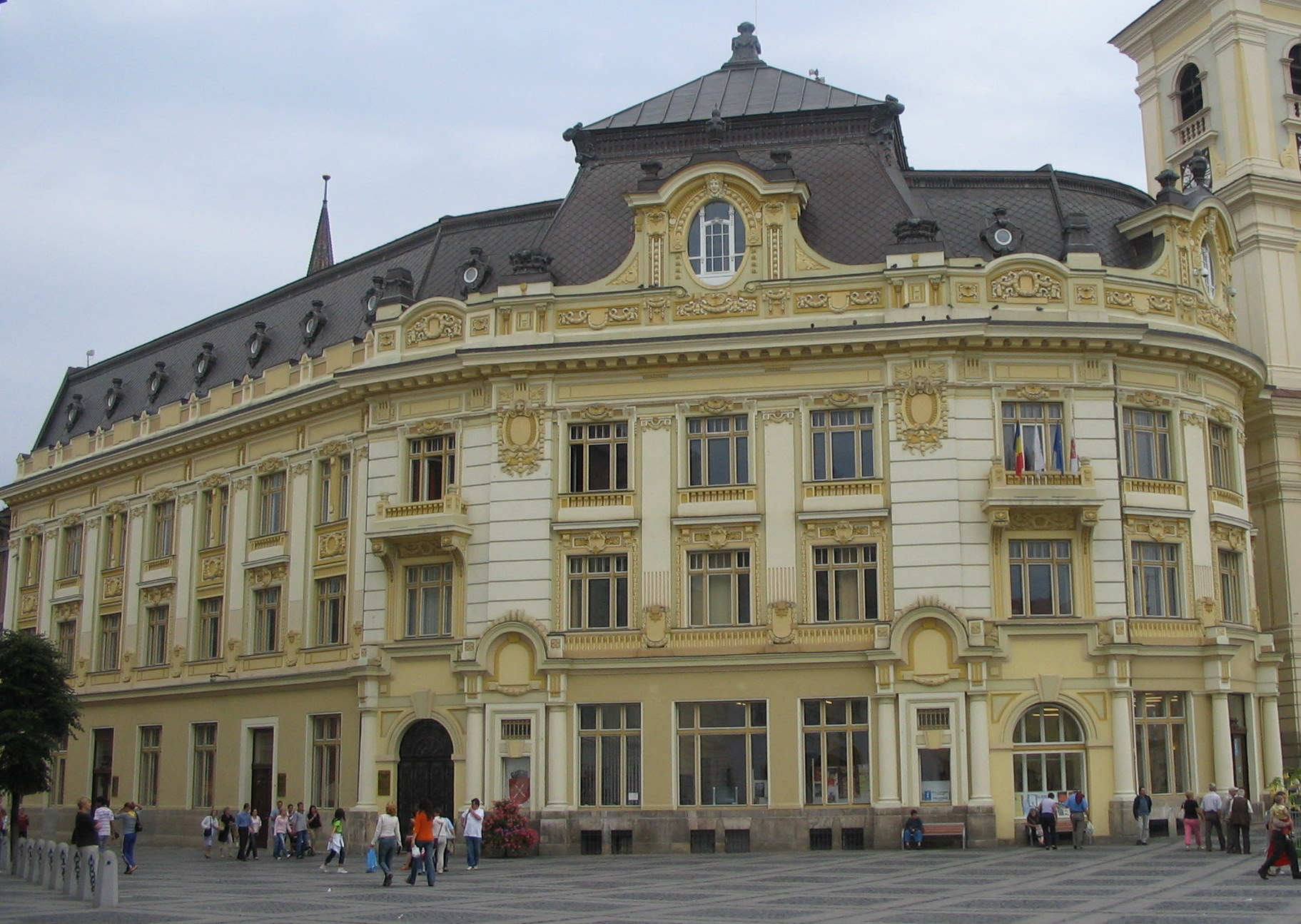
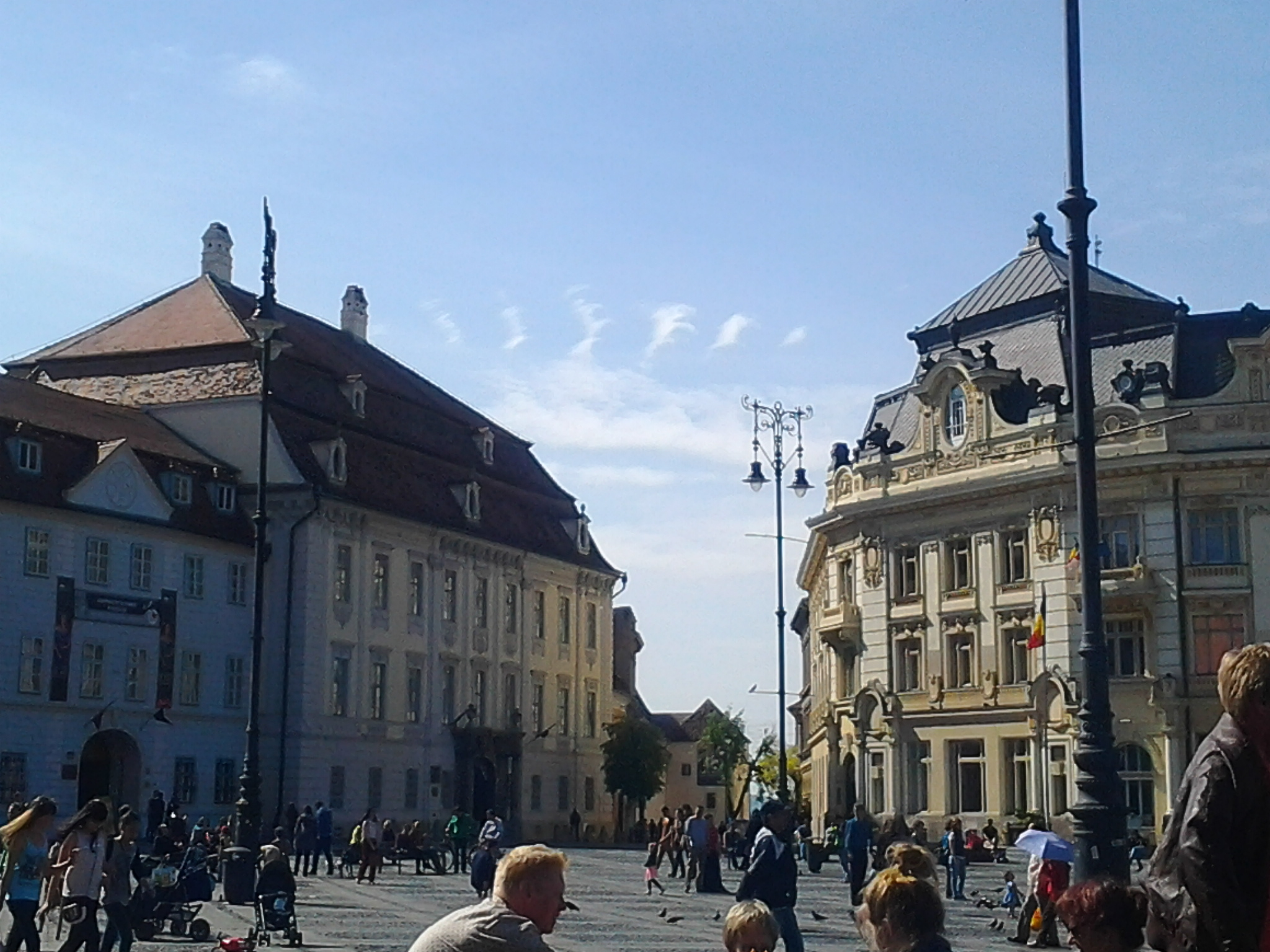
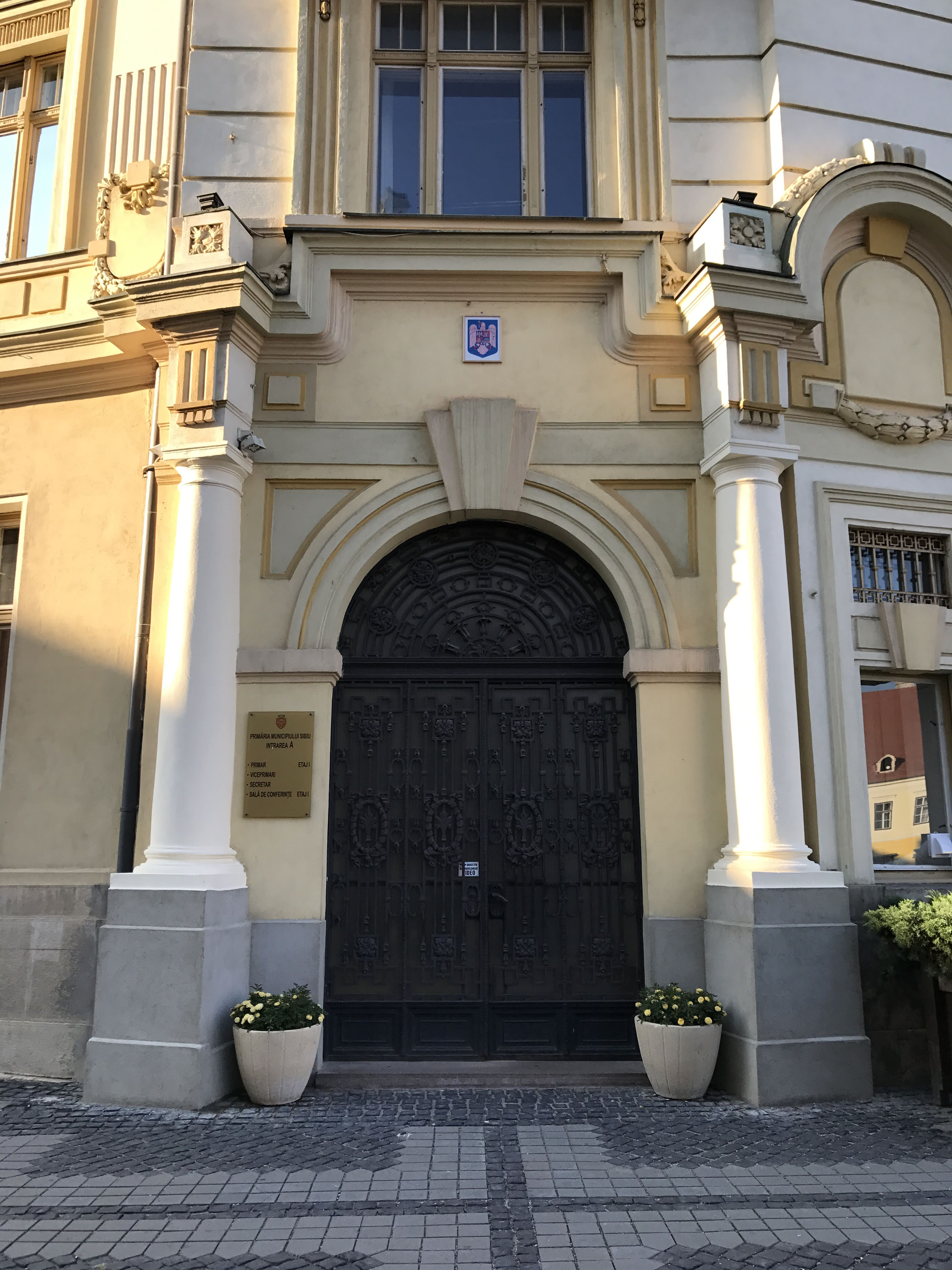